# Патриархия Российской истинно-православной катакомбной церкви
Патриархия Российской истинно-православной катакомбной церкви (неофициальная, но общепринятая аббревиатура - ПРИПКЦ) —  не зарегистрированная Министерством юстиции Российской Федерации религиозная организация, оформившаяся в 2010 году. К 2016 году практически прекратила самостоятельное существование и находится в стадии объединения с другими неканоническими юрисдикциями. 
Относится к альтернативному (неканоническому) православию русской традиции в России, в Белоруссии, на Украине и в некоторых других странах. Корни ПРИПКЦ восходят к «истинно-православной» (катакомбной) церкви. ПРИПКЦ поддерживала отношения с Апостольской православной церковью (АПЦ), Православной церковью Европы (Церковью наций) и Греческим православным патриархатом Эфеса.
Во главе иерархии ПРИПКЦ стоял патриарх Московский и Всероссийский Венедикт.

## История
Начальной точкой истории ПРИПКЦ считается июль 2010 года, когда был созван Поместный собор неканонической Российской ИПЦ (РИПЦ), находящейся в составе Украинской автономной православной церкви в Америке. На этом Соборе была провозглашена независимость РИПЦ и восстановлено в ней патриаршее управление. Собор избрал патриархом РИПЦ митрополита Гринн-Байского Венедикта (Молчанова), наделив его титулом «Патриарха Великого града Москвы, всех православных христиан и Предстоятеля новых земель». Интронизация патриарха Венедикта (Молчанова) состоялась 5 сентября 2010 года в официально недействующем на тот момент Серафимо-Понетаевском женском монастыре (Арзамас, Нижегородская область), а новая юрисдикция приняла название «Патриархия Российской Истинно-Православной Катакомбной Церкви (ПРИПКЦ)».
Резиденцией патриарха до 2012 года был кафедральный храм в городе Чебаркуле (Челябинская область). Весной 2012 года резиденция патриарха была перенесена из Чебаркуля в Крестовоздвиженский мужской монастырь (Москва).
Летом 2012 года здоровье патриарха Венедикта резко ухудшилось, но от активного управления ПРИПКЦ он в то время не отошёл. 18 августа патриарх принял решение временно передать полноту церковной власти Священному синоду в составе епископа Нижегородского Дамиана (Парфенова), епископа Ардатовского Филиппа (Кузнецова) и епископа Солнцевского Петра (Кириченко). 11 сентября 2012 года, после восстановления здоровья предстоятеля, он вернулся к управлению Церковью. Но вопреки его воле коллегия архиереев продолжала параллельно руководить Церковью. Лишь в декабре 2012 года патриарх Венедикт смог в полной мере приступить к управлению Церковью.
18 декабря 2012 года епископ Дамиан (Парфенов), временный руководитель Священного синода, решил отправить «на покой» патриарха Венедикта и его сторонников. Поскольку патриарх Венедикт не согласился с этим, епископ Дамиан сформировал новую церковную юрисдикцию под своим непосредственным руководством (Патриархия Российской истинно-православной катакомбной церкви (Дамиана) (ПРИПКЦ(Д)), просуществовавшую несколько месяцев. Такое решение Синода не было признано патриархом Венедиктом, который, восстановив отношения с клириками, отправленными на покой во время его болезни, в январе 2013 года рукоположил во епископы своего ближайшего помощника архимандрита Иосифа (Ануфриева).
8 марта 2013 года патриарх Венедикт созвал Поместный собор ПРИПКЦ, на котором в связи с раскольническими действиями ряда епископов ПРИПКЦ было принято решение изменить официальное название церкви на «Патриархию Российской истинно-православной катакомбной церкви (каноническую)», но это название так и не вошло в церковный обиход. Кроме того, Поместный собор установил «интеркоммунион» (форма канонического взаимного признания Церквей) с неканоническим Греческим православным патриархатом Эфеса.
5 мая 2013 патриарх Венедикт и глава Православной церкви Европы патриарх Николай I (Николас Дюваль) подписали в Париже томос об евхаристическом общении двух своих Церквей.
К концу 2014 года большая часть архиереев фактически прекратила церковное общение и участие в деятельности ПРИПКЦ, часть из них ушли под подчинение патриарха всея Европы Николая (Дюваля), а другие предпочли «акефальное» (независимое) существование.
В октябре 2015 года «иеромонах» ПРИПКЦ Александр Хмелёв заявил о своей гомосексуальности («но также я являюсь человеком гомосексуальной ориентации и знают об этом лишь близкие друзья») и о том, что он «и дальше намерен нести своё служение, принимать людей, но в особенности мне бы хотелось принимать людей гомосексуальных…».
В 2016 году патриарх Венедикт полностью отошёл от управления Церковью и принял великую схиму с именем Гермоген (Ермоген). Права на управление Церковью стали предметом спора между епископом Иосифом (Ануфриевым), некогда, в период противостояния патриарха с коллегией епископов, получившим от патриарха Венедикта пост патриаршего местоблюстителя, и митрополитом Феофаном (Тесленко), фактически замещавшим патриарха Венедикта в последние годы, но служащим и постоянно проживающим вне территории России.
С этого момента ПРИПКЦ фактически прекратила свое самостоятельное существование как централизованная церковная структура.

## Святые
10 октября 2010 года решением Синода ПРИПКЦ был канонизирован умерший в 1993 году мальчик Вячеслав Крашенинников («Славик Чебаркульский»), который имел в определённых кругах славу прорицателя и, по мнению некоторых, продолжает творить чудеса и после своей смерти.
29 ноября 2011 года данной юрисдикцией был канонизирован «Святитель Нектарий Псковоезерский», которым на самом деле являлся священник Псковской епархии Русской православной церкви протоиерей Николай Гурьянов, известный в православном мире духовник. Однако в данной юрисдикции распространены представления, что он принял монашество, схиму с именем Нектарий и епископский сан.
17 августа 2012 года были канонизированы в лике преподобного иеросхимонах Сампсон (в миру Эдуард Ясперович Сиверс), канонизацию которого категорически отвергла Русская православная церковь, «Воин-мученик» Евгений Родионов, «Воин» Владимир Каппель, русский военачальник, участник Первой мировой и Гражданской войн.
23 февраля 2013 года в лике святых были прославлены император Всероссийский Павел I и великий князь Сергей Александрович.

## Епархии и епископат
По сведениям ПРИПКЦ, на 2013 год её общины имелись в Москве, Санкт-Петербурге, Волгограде, Пскове, Курске, Ярославле, Ростове-на-Дону и ряде других мест России, на Украине, Белоруссии, Мексике и Колумбии.
По данным официального сайта этой деноминации, в составе ПРИПКЦ общины разделяются на следующие экзархаты и епархии:
- Молдовский экзархат
- Киевский Экзархат
- Крутицкая и Коломенская епархия
- Ярославская и Сергиево-Посадская епархия
- Нижегородская и Арзамасская епархия
- Чернобыльская епархия
- Отрадненская епархия
- Богородская епархия
- Винницкая и Брацлавская епархия
- Казанская и Марийская епархия
- Покровская епархия
- Белорусская епархия
- Царскосельская епархия
- Ростовская епархия
- Курская епархия
- Псковская епархия
- Солнцевская и Одинцовская епархия
- Оренбургская и Кувандыкская
- Донецкая и Луганская.

Епархии Украинской автономной православной церкви в Латинской Америке фактически самостоятельные, но номинально находящиеся в юрисдикции патриарха Венедикта:
- Епархия Перейры и всея Колумбии
- Епархия Батская и всея Экваториальной Гвианы
- Епархия Севильи
- Викариатство Екатепек и всея Штата Мехико.

По состоянию на апрель 2012 года епископат ПРИКПЦ состоял из следующих иерархов:
- Венедикт (Молчанов), Патриарх Великого града Москвы, всех православных христиан и Предстоятель новых земель (с 5 сентября 2010)
- Даниил (Даниэль де Хесус Руиз Флорес), митрополит Мексики и всей Латинской Америки
- Филипп (Кузнецов), митрополит Крутицкий и Коломенский (с июля 2010)
- Феодор (Коробейников), митрополит Ярославский и Сергиево-Посадский (с июля 2010), далее его приняла к себе Российская православная кафолическая церковь
- Дамиан (Парфёнов), митрополит Нижегородский и Арзамасский
- Антоний (Шаробыров), митрополит Чернобыльский
- Петр (Кириченко), митрополит Солнцевский и Одинцовский
- Феогност (Белов), архиепископ Тверской и Кашинский
- Михаил, архиепископ Богородский
- Александр (Власюк), архиепископ Винницкий и Брацлавский
- Георгий (Сердитый), архиепископ Казанский и Марийский (с конца 2012)
- Гедеон (Новиков-Новодворский), епископ Покровский
- Елесей, епископ Гродненский и Белорусский (с 19 марта 2012)
- Святослав (Соколов), епископ Царскосельский, викарий Московской епархии (с 28 декабря 2012)
- Иосиф (Ануфриев), хор-епископ Тихвинский, викарий Московской епархии (с января 2013)
- Досифей (Траньков), епископ Псковский
- Андрей (Джон Хайро Дельгадо Кармона), епископ Перейры и всей Колумбии
- Агафангел (Хуан Нгема Еджанг Aкома), епископ Батский и всея Экваториальной Гвинеи
- Клавдий (Ангел Франциско Санчес Эскобара), епископ Севильи, игумен Скитской Севильи
- Серафим (Хесус Флорес Аринчу), хорепископ Екатепек и всея штата Мехико
- Александр (Еграшин), епископ Оренбургский и Кувандыкский
- Феофан (Тесленко), епископ Донецкий и Луганский, экзарх Украины и Новороссии.

Бывшие епископы ПРИПКЦ
- Лука (Николаенко), митрополит Одесский и Измайльский (с июля 2010 по 24 сентября 2012) (на покое)
- Серафим (Филютич), архиепископ Мурманский, с начала 2012 года митрополит Серафимо-Понетаевский и Мурманский ( — сентябрь 2012)
- Адам (Грицков), епископ Черниговский и Неженский (19 февраля 2012), архиепископ Киевский и Галицкий, экзарх Украины (19 февраля 2012 — 11 октября 2012) (на покое)
- Георгий (Крот), епископ Минский и Полоцкий, и. о. экзарха всея Беларуси (16 ноября 2012 — 18 декабря 2012)
- Мелхиседек (Дудка), епископ Арцизский (29 ноября 2012 — 18 декабря 2012)
- Варсофоний (Семенчук), хор-епископ (19 января 2013 — 8 февраля 2013) из г. Киселевск Кемеровской области; позже стал известен, как иеромонах РПЦ Макарий (Долматов).